# Ngenpin
El ngenpin, ñenpin o ngenpiñ (del mapudungun ngenpiñ, de ngen, ‘dueño’, y pin, ‘decir’, «el dueño de las palabras, el orador, el que sabe decir») es una figura de la sociedad mapuche.

## Descripción
El ngenpin es la autoridad que asesora sobre ciencia, espiritualidad, filosofía y sabiduría ancestral mapuches, y es el responsable de proyectar y proteger dichos conocimientos. Además, es el conocedor de los aspectos que conforman el mundo mapuche, es decir, en un plano «filosófico» aparece como el detentador de la cosmovisión mapuche. Antiguamente el cargo se heredaba patrilinealmente.
Aunque el ngenpin podría ser considerado una especie de sacerdote, debido a sus funciones en ritos como el guillatún, en realidad es más bien un jefe político-religioso.

### La vida comongenpinen el pueblo mapuche
Como dueño de la palabra, es el encargado de dirigir las rogativas del guillatún, es decir, el jefe de la oración mapuche, llevando la palabra y orando por los demás. También dirige el rito tanto en los sacrificios de la comunidad como en los particulares de una familia. 
Como encargado del conocimiento de su pueblo, era quien por las noches relataba a los niños, de forma oral o cantada, las antiguas historias de su pueblo.